# Кеуєшть (Галац)
Кеуєшть, Кеуєшті (рум. Căuiești) — село у повіті Галац в Румунії. Входить до складу комуни Дрегушень.
Село розташоване на відстані 215 км на північний схід від Бухареста, 69 км на північ від Галаца, 127 км на південь від Ясс.

## Населення
За даними перепису населення 2002 року у селі проживали 588 осіб, усі — румуни. Усі жителі села рідною мовою назвали румунську.